# 木鱉果
木虌果（学名：Momordica cochinchinensis），又名木虌子、木鳖子、藤桐子、刺苦瓜，是一種葫蘆科苦瓜屬的草本植物。
木虌果为多年生草质藤本，卷须与叶子对生，不分枝；圆形至阔卵形的叶片，通常三深裂，背面密生小乳头状突起；夏季开浅黄色花，花单性、雌雄異株，花柄上具有苞叶；长椭圆形果实，表面生多数软刺，成熟時呈紅色。
种子扁形有甲魚（鱉）的模樣，又像用木頭製成，所以又被稱為木鳖果。
多野生，也有栽培；产于中国广东、广西、台湾，越南以及週邊國家。
嫩葉和果實可食，種子有微量毒性，食用需移除。果實可與薑、紅棗、雞肉一起燉湯，味道如香菇雞湯。在越南常以糯米與雞肉料理，於農曆新年及婚宴時招待客人食用，越語稱之為。

### 药用
中医上以种子入药，也称土木鳖、壳木鳖，性温、味苦微甘，有毒，功能消肿、攻毒，主治痈疮、肿毒、痔疮等症，多入丸散或外敷。

## 營養價值
番茄紅素、β-胡蘿蔔素、維生素和礦物質的良好來源。 100公克的木鱉果可提供17.4公克碳水化合物，1.6公克總膳食纖維，2.1公克蛋白質，36毫克鈣，0.3公克總脂肪。蘊含營養成分之高，故有天堂果之美名。。

## 延伸阅读
[在维基数据编辑]
 《欽定古今圖書集成·博物彙編·草木典·木鱉子部》，出自陈梦雷《古今圖書集成》

## 外部連結
- 木鱉 Mubie （页面存档备份，存于） 藥用植物圖像數據庫 (香港浸會大學中醫藥學院) （中文）（英文）
- 木鱉子 中藥材圖像數據庫  (香港浸會大學中醫藥學院) （中文）（英文）